# Puccinellia angustata
Puccinellia angustata — вид трав'янистих рослин родини Тонконогові (Poaceae). Поширений в арктичних областях Північної Америки та Євразії. Етимологія: лат. angustatus — «звужений».

## Опис
Це багаторічні поодинокі трав'янисті рослини, які ростуть у щільних або вільних купинах, іноді дуже великих, до понад 60 см в діаметрі. Коріння не скручене. Базальні піхви блідо-солом'яного кольору, з сильними, блідими жилами. Стебла 8–30(40) см, стеляться, висхідні або розлогі, голі й гладкі, з 2–3 листками. Листки 5–15(20) см завдовжки, гладкі й голі, зелені, блакитно-зелені, а іноді і з пурпурним відтінком, з прожилками на верхній поверхні широкими й чітко піднятими. Лігули 1.5–3 мм, гострі.
Одиниці суцвіття Poaceae — колоски, майже завжди численні в волотях або колосовидих суцвіттях. Колоски складаються з 2-х лусок (приквіток для колоска) і одної або кількох квіток.
Суцвіття — подовжені волоті, до 5–6 × 1–1.5 см, які займають менше ніж 1/4 від довжини стебла. Волоті з 4–7 вузлами з 4–6 гілочками в кожному з нижніх вузлів. Гілочки гладкі або слабо шорсткі, 10–25(30) мм, кожна має 1–4(5) колосків, уздовж більшої частини довжини. Колоски 4–6(7) × 1.8–2.0(2.5) мм, з 4–6(7) квітками. Приквітки (луски і леми) з закругленими спинками. Луски нерівні, значно коротші, ніж леми, гладкі й голі, нижні луски 1.0–1.5 × 0.8–1.1 мм, яйцеподібні або ланцетні, зазвичай гострі, з 1(3) жилками, фіолетові, без або з дуже вузьким, білим напівпрозорим краєм; верхні луски 1.3–2.2 × 1.0–1.5 мм, яйцеподібні, гострі або підгострі, з 1(3) жилками, фіолетові з дуже вузьким, білим напівпрозорим краєм на вершині. Леми 2.5–3.5 × 0.8–1.3 мм, довгасті, підгострі, з (5)7(9) більш-менш виразними жилками, з довгими, переплетеними волосками на проксимальній 1/3 жилок, в іншому гладкі й голі, темно-фіолетові, з широким золотисто-жовтим і білим напівпрозорим краєм і верхівкою. Пиляки 0.5–0.8 мм завдовжки. Плоди — однонасінні сім'янки. 2n= 42 (6x).

## Відтворення
Статеве розмноження насіння; немає вегетативного розмноження. Вітрозапильний вид. Плоди не мають спеціальних пристосувань для розповсюдження. Поширюється, ймовірно, головним чином вітром, поверхневими водами й птахами.

## Поширення
Північна Америка (Ґренландія, Канада, Аляска — США [але потрібне підтвердження]), Євразія (Ісландія, а. Шпіцберген — Норвегія, арктична Росія).
Трапляється в багатих поживними речовинами місцях: здобрені птахами луки, порушені пустища й луки, осипи й зсуви, ерозії берегів уздовж річок і струмків, дорожні укоси й інші антропогенні об'єкти. Вид, однак, рідкісний або відсутній у регіонах тільки з кислими субстратами.